# Uroplatus sikorae
Il geco muschiato dalla coda a foglia (Uroplatus sikorae Boettger, 1913) è un rettile appartenente alla famiglia Gekkonidae, endemico del Madagascar. È una specie  protetta dalla CITES a causa della progressiva perdita dell'habitat.

## Etimologia
Il nome generico Uroplatus è una latinizzazione di due parole del greco antico: "ourá" (οὐρά), che significa "coda", e "platys" (πλατύς), "piatta".
L'epiteto specifico sikorae è una latinizzazione del cognome di Franz Sikora, un ricercatore di fossili austriaco che ha a lungo esplorato il Madagascar.

## Descrizione
Il geco muschiato dalla coda a foglia raggiunge dimensioni che vanno dai 15 ai 20 centimetri se misurato dal naso alla base della coda.       Ha occhi ampi e privi di palpebre, caratterizzati da una sclera gialla e da pupille di forma ellittica funzionali alle sue abitudini notturne.                                      Come in tutti i gechi del genere Uroplatus, la coda è appiattita nella regione dorso-ventrale.
U. sikorae ha una colorazione sviluppata come forma di mimetismo,  che o va dal grigio-marrone al nero, o si presenta di un marrone-verde con vari segni che simulano la corteccia degli alberi o i muschi che si sviluppano su di esse.
Presenta lembi di pelle lungo tutto il suo corpo, sul capo e sugli arti, noti come "lembi dermici"; questi aderiscono alla superficie degli alberi su cui il geco trascorre il dì, nascondendo le sue ombre e rendendolo di fatto invisibile.
Nonostante ciò, U. sikorae ha un'abilità piuttosto limitata nel cambiare rapidamente il colore della sua pelle per adattarsi all'ambiente circostante.

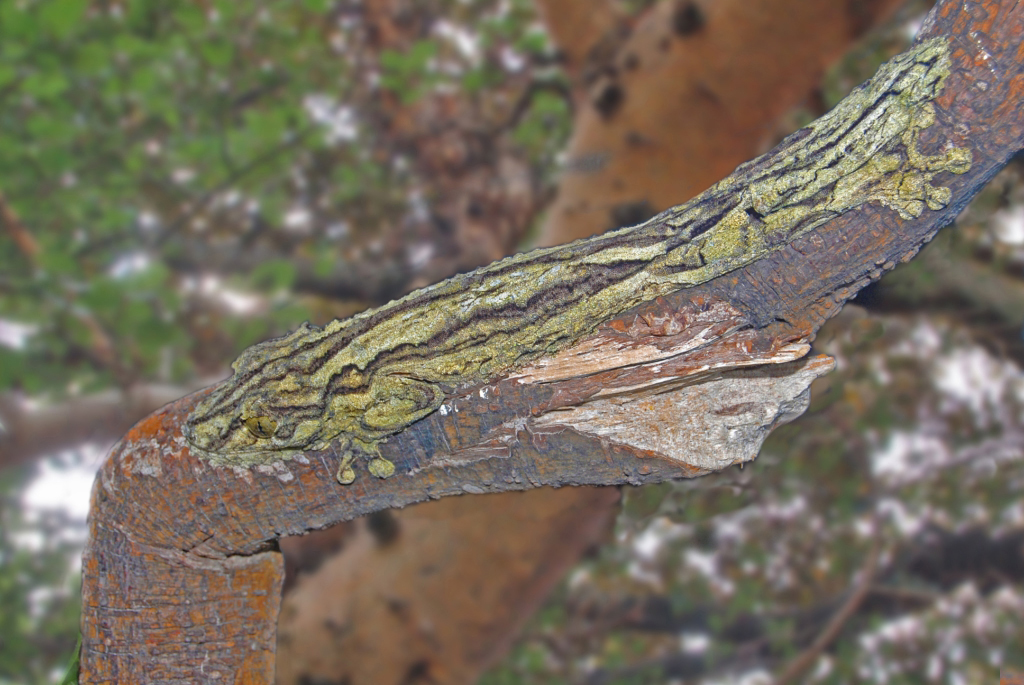
unknown location, appears to be undescribed species/subspecies
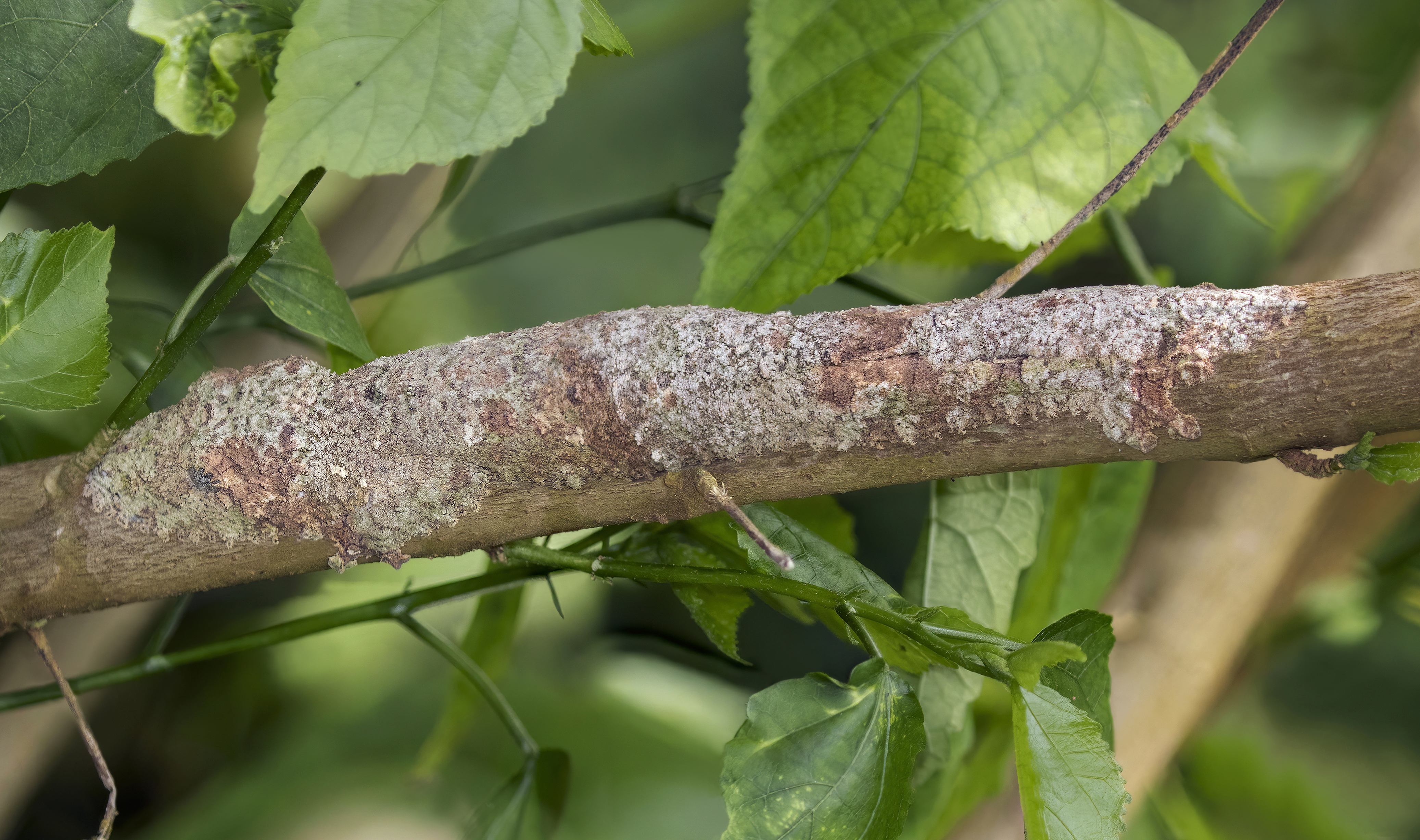
hidden on branch, Montagne d’Ambre
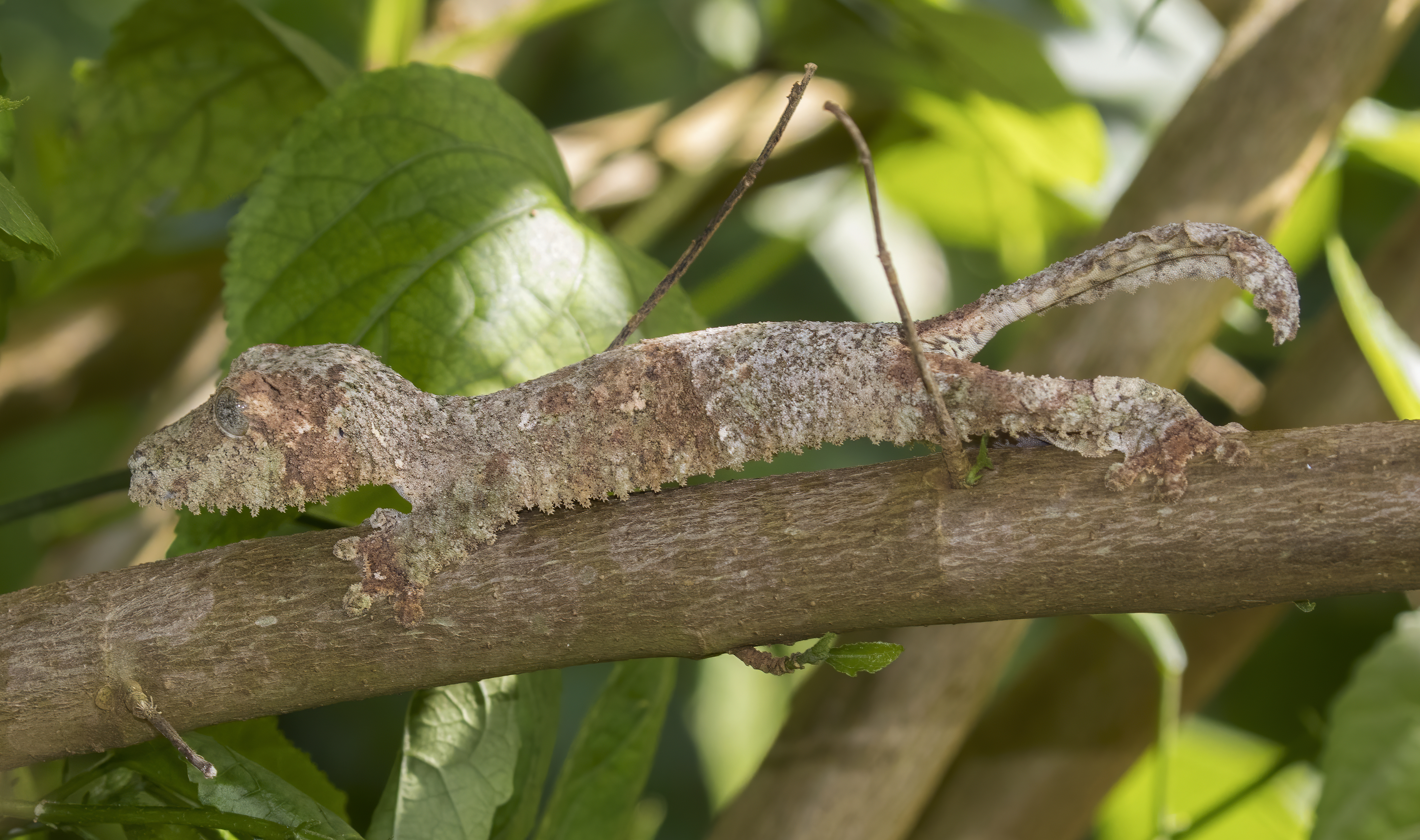
revealing itself, Montagne d’Ambre

## Biologia
I gechi muschiati dalla coda a foglia sono animali notturni e arboricoli: si affidano al loro mimetismo naturale per riposare sugli alberi, nelle ore di luce, senza correre rischi.
Durante la notte si allontanano dal loro punto di riposo diurno e vanno in cerca di prede; sono insettivori e si nutrono di insetti, artropodi e gasteropodi.

## Distribuzione e habitat
Uroplatus sikorae è endemico del Madagascar: questi gechi possono essere trovati unicamente nelle foreste tropicali della zona centrale e della zona orientale del paese.

## Tassonomia
La prima descrizione della specie è attribuita allo zoologo tedesco Oskar Boettger ed è stata pubblicata solamente 3 anni dopo la sua morte. Il suo nome comune si riferisce al motivo e ai colori della pelle, simili al muschio.
Il genere Uroplatus comprende 14 specie diverse, tutte endemiche del Madagascar. La specie Uroplatus sameiti è stata a lungo considerata una sottospecie di U. sikorae fino al 2007, anno in cui è stato proposto di promuoverla al livello di specie a causa del colore pallido della sua mucosa orale, in contrasto con quella scura di U. sikorae. Pubblicazioni  successive hanno mantenuto questo status separato, che è stato poi verificato anche a livello molecolare.
Tuttavia, la più recente revisione della tassonomia dell'intero genere Uroplatus ha rivelato che il diverso colore della mucosa orale non può essere un criterio per la differenziazione di queste due specie, dal momento che alcuni esemplari di U. sikorae analizzati presentavano anch'essi una pigmentazione orale chiara. La differenziazione di queste due specie, a livello morfologico, risulta tutt'oggi estremamente complicata.

## Conservazione
La progressiva deforestazione in Madagascar è la minaccia principale per la sopravvivenza della specie, che è messa a rischio anche per il commercio clandestino.
Il WWF ha inserito tutte le specie del genere Uroplatus nella speciale classifica delle 10 specie più ricercate nell'ambito del commercio illegale degli animali selvatici.

## Allevamento
U. sikorae non è comunemente tenuto in cattività.
Si nutre principalmente di grilli e falene; se l'accoppiamento in cattività riesce, le uova verranno deposte circa ogni trenta giorni e ne impiegheranno novanta per schiudersi.